# Limnonectes ibanorum
Limnonectes ibanorum är en groddjursart som först beskrevs av Robert F. Inger 1964.  Limnonectes ibanorum ingår i släktet Limnonectes och familjen Dicroglossidae. IUCN kategoriserar arten globalt som nära hotad. Inga underarter finns listade i Catalogue of Life.